# Stow Bedon
Stow Bedon är en ort i civil parish Stow Bedon and Breckles, i distriktet Breckland, Storbritannien. Den ligger i grevskapet Norfolk och riksdelen England, i den sydöstra delen av landet, 130 km nordost om huvudstaden London. Stow Bedon ligger 37 meter över havet och antalet invånare är 287. Civil parish hade 245 invånare år 1931. Byn nämndes i Domedagsboken (Domesday Book) år 1086, och kallades då Sto(n)u/Stuo.
Terrängen runt Stow Bedon är platt, och sluttar söderut. Runt Stow Bedon är det ganska tätbefolkat, med 96 invånare per kvadratkilometer. Närmaste större samhälle är Thetford, 15,2 km sydväst om Stow Bedon. Trakten runt Stow Bedon består till största delen av jordbruksmark.